# Violador serial
Un violador en serie o violador serial es una persona que comete violaciones múltiples o agresiones sexuales múltiples, ya sea a personas distintas o bien a una misma víctima durante mucho tiempo. Algunos violadores en serie enfocan sus ataques a menores de edad. También surge un término llamado depredador sexual, que también se puede usar para describir las actividades de quienes cometen una serie de violaciones consecutivas, pero no se procesan cuando se informan por sí mismos en la investigación.
Se sabe que en ciertos casos estos individuos trabajan en conjunto, otros cometen incluso sus ataques en las cárceles. Pueden tener un patrón de comportamiento que a veces se usa para predecir sus actividades, lo que dificulta dar con su paradero y su posterior detención. Los violadores en serie con mayor frecuencia involucraban secuestro, amenazas verbales y físicas y también el uso de armas para intimidar a sus potenciales víctimas.